# Gerda Smets
Gerda Smets is een hoogleraar vormtheorie. Zij is in België geboren en heeft 16 jaar gewerkt aan de KU Leuven. Vanaf 1982 was ze hoogleraar aan de faculteit Industrieel Ontwerpen van Technische Universiteit Delft. Ze ging verder met het onderzoek van Hans Dirken naar de dimensies die mensen hanteren bij het beschrijven en beoordelen van gebruiksvoorwerpen. Ze was een tijd lang decaan van de faculteit.
Smets betoogde in de jaren 80 dat vormgeving het gedrag van mensen kan beïnvloeden. Door voor de juiste vormgeving te kiezen, kan vandalisme op openbare plekken worden voorkomen. Ook bepleitte zij het vergroten van de sociale controle door de verschillende functies in een stad, zoals wonen en winkelen, weer met elkaar te combineren.
In 1987 publiceerde zij Vormleer - De paradox van de vorm.
In september 1996 ging Smets aan de slag als hoogleraar-directeur voor de sector Natuur- en Technische Wetenschappen aan de Open Universiteit.
- Library of Congress Control Number: n79055444
- Nationale Bibliotheek van Israël: 987007337494905171
- Nederlandse Thesaurus van Auteursnamen: 072192860
- Système universitaire de documentation: 131486136
- Virtual International Authority File: 3750178